# Dendrominiaceae
Dendrominiaceae Ghob.-Nejh. – rodzina grzybów w rzędzie powłocznikowców (Corticiales).

## Charakterystyka
Nadrzewne grzyby saprotroficzne rozwijające się na drewnie z korą lub bez kory. Bazydiokarp rozproszony, rozpostarty, o konsystencji od skórzastej do skorupiastej. System strzępkowy monomityczny, strzępki ze sprzążkami lub bez, inkrustowane drobnymi kryształami. Podstawki duże, cylindryczne do maczugoatych, zgięte, wyrastające z napeczniałych probazydiów. Występują dendrohyfidy. Bazydiospory księżycowate do allantoidalnych, o gładkich ścianach.

## Systematyka
Pozycja według Index Fungorum: Corticiales, Incertae sedis, Agaricomycetes, Agaricomycotina, Basidiomycota, Fungi.
Według aktualizowanej klasyfikacji Index Fungorum bazującej na Dictionary of the Fungi jest to takson monotypowy z jednym tylko rodzajem:
- rodzaj Dendrominia Ghob.-Nejh. & Duhem 2013
  - gatunek Dendrominia burdsallii Nakasone 2014
  - gatunek Dendrominia dryina (Pers.) Ghob.-Nejh. & Duhem 2013 – tzw. drzewkostrzępka serdelkowozarodnikowa
  - gatunek Dendrominia ericae (Duhem) Ghob.-Nejh. & Duhem 2013
  - gatunek Dendrominia maculata (H.S. Jacks. & P.A. Lemke) Ghob.-Nejh. & Duhem 2013

Wykaz gatunków i nazwy naukowe według Index Fungorum. Nazwa polska według W. Wojewody